# Noir Silence (groupe)
Pour les articles homonymes, voir Noir Silence.
Noir Silence est un groupe de pop rock québécois, originaire de la Beauce. Il est formé à l'origine de Jean-François Bernatchez, Samuel Busque, Jean-François Dubé, Martin Roby et Michelle Lambert. De « On jase de toi » à « Made in USA », de « Oublier » à « En attendant de partir », de « Je fuis » à « Malade », le groupe a créé près d'une centaine de chansons incluant 30 extraits radio et 12 vidéoclips.

## Biographie
Formé au Cégep Beauce-Appalaches de Saint-Georges de Beauce en 1993, Noir Silence est composé de cégépiens de 17 ans qui reluquent le concours Cégeps rock. Ils composent cinq pièces en une fin de semaine, s’inscrivent, remportent la deuxième position et le prix de la meilleure composition francophone. Poursuivant sur cet élan, les membres produisent un démo qui s’écoulera à 2 000 exemplaires. 
Noir Silence participe ensuite à L'Empire des futures stars et à Cégeps en spectacle. Le groupe sort un premier album studio, éponyme, en 1995. Le succès On jase de toi propulse les ventes de cet album qui s’écoule à 150 000 exemplaire. Par la suite, le groupe remporte trois prix Félix, un YTV Achievement Award, ainsi que plusieurs nominations aux prix Juno. Il entame une tournée de plusieurs concerts à travers la francophonie (Spa en Belgique, La Rochelle et Chamonix en France) et arpente les plus grandes scènes du Québec et des Maritimes (Les plaines d'Abraham devant 100 000 personnes et le parc Maisonneuve devant 250 000 personnes[réf. nécessaire]).
Les années suivantes, le groupe enchaîne les albums et les tournées partageant la scène avec Spin Doctors, ZZ Top, Backstreet Boys et Cheap Trick. Ils proposent un album de Noël en 1996 (Noël he nous!), suivi de Piège en 1997. Le chanteur Jean-François Dubé quitte ensuite le groupe, laissant la place à Jean-François Bernatchez comme nouvelle voix, secondé par Samuel Busque et Michelle Lambert. Ce dernier signe la plupart des textes suivants. 
L’album Tout l’monde sort en 1999. La tournée qui suit sera enrichie de deux collaborateurs : le bassiste Éric Maheu (qui fait partie du groupe Kaïn et La Chicane),  et Stéphane Gaudreau à la batterie. Au fil du temps, les musiciens de Noir Silence apprivoisent la vie et le propos de leurs chansons est plus mûr. Le groupe lance en 2002 son cinquième album (« Mae-Geri ») réalisé en Beauce avec Stéphane Rancourt et Steeve Gagné à la batterie (à la suite du départ de Martin Roby), Éric Maheu, Pierre Grenier, et Patrick Lavergne à la basse.
En 2008, à la suite de la demande d'un spectacle retrouvailles, la formation d'origine croise le fer pour une soirée mémorable sur leur terre d'origine à St-Georges de Beauce. Loin des acquis et en quête de nouveau, le groupe prépare en 2008 un album concept, Immortellement célèbre, sorti le 18 mars 2008. Fort d'un son lourd et de texte tordu cet album permet au groupe de reprendre la route avec son bagage unique de tournées, de festivals et un désir mordant d'offrir des moments remarquables. Ils partageront cette série de spectacles entre une version à grand déploiement et une version acoustique présentée en salle. 
En 2011, leur claviériste M. Lambert annonce avoir effectué une transition de genre et qu'elle se prénomme Michelle Lambert, réclamant son identité de femme trans.
2019 est une année remarquable pour le groupe. Une grand retour sur les planches du Festival international des montgolfières, au Coup de cœur francophone et sur les grandes scènes du Québec. Noir Silence partage à l'occasion du projet «Légion» un spectacle avec Vilain Pingouin et Les frères à Ch'val.  
2019 se termine avec des statistiques éloquentes. L’œuvre de Noir Silence est écouté 90 036 heures sur Spotify seulement. L' équivalent d'une décennie complète en écoute continue. De mars 2022 à mars 2023 le groupe obtient plus de 4 millions de streams audio.
En 2023, on retrouve le groupe dans l'épisode I et l'épisode III de QUÉ POP à TVA. Noir SiIence propose ensuite en radio un nouveau remix de «On jase de toi». Les pistes originales ayant été retrouvées, les membres du groupe nettoient le tout et mandatent Luc Tellier pour la délicate tâche de moderniser la pièce, sans en dénaturer sa saveur.

## Clips
- 1996 : « On Jase de toi » (réalisé par François Bégin)
- 1996 : « En attendant de partir » (réalisé par François Bégin)
- 1996 : « Made in USA » (réalisé par François Bégin)
- 1997 : « V'nez pas jouer dans (l') mon dentier » (réalisé par François Bégin)
- 1998 : « Maintenant vieux » (réalisé par Jean-François Proteau)
- 1998 : « Une bière en enfer » (réalisé par Jean-François Proteau)
- 1998 : « Malade » (réalisé par Jean-François Proteau)
- 1998 : « J't'encore là » (réalisé par Jean-François Proteau)
- 1998 : « Le vent a tourné » (réalisé par Patrick Masbourian)
- 2019 : « Tiens-ma bière » (réalisé par Michelle Lambert)
- 2019 : « Y'aura pas de deuxième place » (réalisé par Michelle Lambert)
- 2021 : « Ensemble pour de vrai » (réalisé par Michelle Lambert)
- 2021 : « Quoi qu'il advienne » (réalisé par Michelle Lambert)

## Prix et nominations
- 1995 : YTV achievement awards
- 1996 : Lauréat des prix Félix « groupe de l'année », « révélation de l'année » et « album rock de l'année »[2]
- 1997 : Deux nominations aux prix Juno dans les catégories « groupe de l’année » et « album francophone le plus populaire »
- 2023 : Classique de la Socan - On Jase de toi.